# ۳۸ بره
۳۸ بره یک ستاره است که در صورت فلکی برج حمل قرار دارد.